# Torkeltjärnarna (Ströms socken, Jämtland, 711554-146290)
Torkeltjärnarna är en sjö i Strömsunds kommun i Jämtland och ingår i Ångermanälvens huvudavrinningsområde.